# Simon Fell (homme politique)
Simon Richard James Fell (né le 9 février 1981) est un homme politique du Parti conservateur britannique, qui est député pour Barrow et Furness de 2019 à 2024,.

## Jeunesse et carrière
Fell est né à Preston en 1981, fils de Peter et Meriel Fell. Il est diplômé de l'Université de Warwick avec un BA spécialisé en littérature anglaise. Après ses études, il travaille dans le secteur des télécommunications, dirigeant une entreprise de communication, Irton-Fell Consultants, de 2006 à 2008 .
Après cette période en tant que chef d'entreprise, il est directeur des affaires réglementaires pour Hutchison H3g de 2008 à 2011. Il commence ensuite une période de travail pour Cifas, une organisation antifraude. De 2011 à 2019, il est directeur adjoint de la stratégie et des politiques, et en 2019, il est leur directeur des relations extérieures. Fell est président de la Barrow and District Credit Union de 2017 à 2019 .

## Carrière politique
Fell se présente pour le siège marginal de Barrow et Furness aux élections générales de 2015 et 2017, avant de remporter le siège à sa troisième tentative en 2019. Lors d'une réunion à Ulverston en 2015, il se décrit comme « légèrement eurosceptique ». Cependant, il a depuis clairement indiqué qu'il soutenait le Brexit, déclarant avant son élection en 2019 que "le Brexit est la bonne décision pour Barrow-in-Furness - il a maintenant besoin d'une majorité conservatrice pour le voir réalisé". Il est le premier député conservateur à être élu pour le siège depuis 1987.